# Науковий колектив
Науковий колектив — група людей, згуртованих дослідницькою програмою, реалізація якої забезпечується складною функціонально-рольовою структурою.

## Загальна характеристика
У науковому колективі виділяються такі ролі:
1. науково-когнітивні («генератор», критик, ерудит та ін.);
2. науково-управлінські (керівник, лідер, виконавці тощо);
3. науково-допоміжні (інженер, технік, лаборант та ін.).

Розглянемо базові принципи, за якими можна створити науковий колектив:
- Принцип гетерогенності, тобто різнорідності складових наукового колективу. Відповідно до цього принципу науковий колектив має формуватися з людей, здатних розв'язувати різні типи проблем (фундаментальних, пошукових, прикладних, організаційно-управлінських), взаємно доповнюючи один одного.
- Принцип комплексності пов'язаний з залученням до наукового колективу не тільки профільних фахівців, а й фахівців із суміжних галузей наук. Потреба в дотриманні цього принципу пов'язана з необхідністю інтеграції різних наукових напрямів і вимагає застосування методів багатьох наук для вивчення будь-яких об'єктів.
- Принцип сумісності, згідно з яким необхідно, щоб за своїми фізіологічними, психологічними, моральними та інтелектуальними показниками люди були здатні, попри всі свої індивідуальні відмінності, до плідної спільної творчої праці.
- Принцип відповідності — відповідність формальної структури наукового колективу фактичному стану субординації його членів.
- Принцип перманентності, тобто безперервної зміни складу наукового колективу, адже колектив формується, існує, змінюється за своїм складом, у зв'язку зі зміною напрямів дослідження, а можливо, й повністю розформовується залежно від потреб науки.
- Принцип «команди» (стабільності), відповідно до якого окремі дослідники можуть приходити в команду (науковий колектив) ззовні й виходити з неї, але традиції, «дух команди», її специфічний творчий почерк розв'язання наукових проблем повинні залишатися за будь-яких обставин.
- Принцип оптимальності кількісного і якісного складу. Відповідно до сучасних даних оптимальна кількість первинного наукового колективу не повинна перевищувати 20 осіб. Критерію оптимуму повинен відповідати й віковий склад наукового колективу. Оптимальною наукознавці називають структуру наукового колективу, де працює 40% молодих співробітників, 40% середнього та 20% похилого віку. Чітко визначеної оптимальної статевої структури наукового колективу не існує, але практика підтверджує, що суто чоловічий або суто жіночий його склад набагато менше стимулює творчу діяльність, ніж змішаний склад.

## Основні принципи управління науковим колективом
Для того, щоб науковий колектив працював узгоджено та ефективно, щоб кожен з учасників точно знав покладені на нього завдання та кінцеву мету колективу, необхідно правильно, на науковій основі організувати управління цим колективом. Успіх у діяльності наукового колективу багато в чому визначається дотриманням таких принципів організації роботи з людьми:
1. Принцип інформованості про сутність проблеми. Процес дослідження буде сприйматися членами наукового колективу позитивно і навіть з ентузіазмом, якщо кожен член колективу буде поінформований про результати які можуть бути досягнуті при розв'язанні наукової проблеми.
2. Принцип превентивної оцінки роботи пов'язаний з необхідністю відповідного інформування співробітників для виключення ототожнення тимчасових труднощів з наслідками прийняття тих чи інших рішень.
3. Принцип ініціативи знизу. Інформація про наукову проблему, яку потрібно вирішити повинна бути сприйнята науковцями як справа корисна, потрібна як для суспільства, так і особисто для них.
4. Принцип тотальності. Робітники всіх підрозділів, які беруть участь у вирішенні конкретного наукового завдання, повинні бути не тільки поінформованими про можливість виникнення тих чи інших проблем, але і бути безпосередньо залученими до їх вирішення.
5. Принцип перманентного інформування. Керівник наукового колективу повинен постійно інформувати весь колектив як про позитивні результати, так і про невдачі або труднощі, які виникли при вирішенні завдань. При цьому потрібно використовувати різні форми зворотного зв'язку.
6. Принцип безперервності діяльності. Завершення одного завдання повинно збігатися з початком нового.
7. Принцип індивідуальної компенсації полягає в необхідності урахування особливостей членів наукового колективу, їх уподобань, особливостей характеру, менталітету, їх потреб та інтересів.
8. Принцип урахування особливостей сприйняття інновацій різними людьми. Результати досліджень психологів доводять, що всіх людей за їх відношенням до нововведень можна поділити на: новаторів, ентузіастів, раціоналістів, нейтралів, скептиків, консерваторів та ретроградів. Враховуючи ці індивідуальні особливості характерів, можна цілеспрямовано впливати на наукових працівників, формуючи їх поведінку.
9. Принцип наукової рівності. Він означає, що ідеї, висунуті будь-яким співробітником колективу, повинні оцінюватися не за статусом джерела, а за змістом самої ідеї. Інакше кажучи, не має значення, хто висунув ідею, а має значення, яка це ідея.
10. Принцип забезпечення права на індивідуальну творчість кожного його члена. Кожний має право на свою думку, свій підхід до розв'язання завдань, поставлених перед колективом. Це право доповнюється єдиною метою щодо розв'язання проблеми у визначений термін.
11. Принцип забезпечення «права на помилку», тому що тільки той не помиляється, хто не працює. За даними наукознавців, з моменту постановки й формулювання проблеми ймовірність її розв'язання для прикладних досліджень становить 85 — 90 %, для пошукових — 60 %, для фундаментальних — 5 — 7 %. Тобто право на помилку має об'єктивну основу. Безперечно це право не стосується кінцевої мети, воно діє лише на проміжних етапах дослідження.
12. Принцип забезпечення права на критику. Він означає, що будь-яка ідея в процесі критики може бути спростована, якщо вона хибна, або вдосконалена, якщо вона правильна. Причому критика повинна бути конструктивною, доброзичливою, тактовною. Існує також правило «заборони критики» в момент генерації ідей.
13. Принципи «мінімального контролю» і «максимального контролю» повинні забезпечити оптимальне творче розв'язання будь-яких проблем. Сутність першого з них у тому, щоб не заважати вільному розвитку думок кожного науковця, а сутність другого, щоб забезпечити максимальний контроль за кінцевою продукцією, результатами досліджень.
14. Принцип стимулювання наукової творчості. Сутність його полягає у використанні всього діапазону моральних і матеріальних стимулів, заохочуючи науковців до творчості.

Наведені принципи, по суті, повністю відображають принципи управління, яких повинен дотримуватися керівник наукового колективу. Базуючись на перелічених принципах, керівники наукових та науково-педагогічних колективів повинні створювати та підтримувати клімат довіри та взаємної поваги, формувати відкриту і прозору систему діяльності, бути доступними, з розумінням ставитися до всіх, на кого впливає і кого стосується їх діяльність.
Відповідно до Закону України «Про наукову і науково-технічну діяльність» до основних прав та обов'язків керівника наукової установи відносять:
- розв'язання питань діяльності наукової установи відповідно до статутних завдань;
- представлення наукової установи в органах державної влади та органах місцевого самоврядування, підприємствах, установах, організаціях усіх форм власності;
- відповідальність за результати діяльності наукової установи перед власником або уповноваженим ним органом;
- видання наказів і розпоряджень у межах своєї компетенції;
- визначення функціональних обов'язків працівників;
- призначення частини складу вченої (наукової, науково-технічної, технічної) ради наукової установи, яка є колегіальним дорадчим органом управління науковою і науково-технічною діяльністю наукової установи;
- здійснення інших повноважень, передбачених статутом (положенням) наукової установи.